# Los Carradine
Los Carradine es un grupo de punk-pop español, procedente de Barcelona (Cataluña).
Los Carradine se formaron en el 1989 en Barcelona con miembros de Los Mentirosos y Marta y las grifos. El periodo 1993-1995 fue intenso, publicando sus primeras maquetas y llegando a telonear a Steve Wynn. En 1998 se disuelven para reaparecer en 2004. El grupo cuenta con cuatro miembros: Rafa, Xavi, Antonio y Nacho. Tienen publicadas cuatro maquetas: Kung fu (1993) Camp David (1996) El tío al que le explota la cabeza (2004) y Lo físico (2005). En junio del 2007 salió a la venta su primer disco llamado Sospechoso tren de vida. El diseño y las ilustraciones del disco son obra del ilustrador Juanjo Sáez y la discográfica es Sones. Herederos de la música de bandas como los Violent Femmes, They might be giants, The Clash, Jonathan Richman o Siniestro total, Los Carradine cantan en castellano y catalán. Sus letras hablan de temas cotidianos y sociales. La carga política de sus letras se expresa a través de la ironía. De entre sus canciones pueden destacarse títulos como Vietnam sentimental o la dedicada a Billy Bragg que lleva su mismo nombre.

## Miembros
- Xavi - guitarra baja y voz
- Rafa - batería y voz
- Antonio Baños - guitarra y voz
- Nacho - guitarra y voz

## Discografía

### Álbumes
- Sospechoso tren de vida - 2007

### Maquetas
- Kung fu - 1993
- Camp David - 1996
- El tío al que le explota la cabeza - 2004
- Lo físico - 2005